# Black Angels Perugia Volley
Black Angels Perugia Volley är en volleybollklubb från Perugia, Italien. Klubben grundades 2005 och spelar sedan säsongen 2019/2020 i högsta serien med undantag för säsongen 2023/2024. Fram till 2024 gick klubben under namnet Wealth Planet Perugia Volley.